# Кыйыкёй
Кыйыкёй (тур. Kıyıköy; греч. Μηδεια; болг. Мидия) — городок в Турции в иле (провинции) Кыркларели.

## История
Был основан в VII веке до н. э. греками из Аполлонии (сегодняшний Созопол в Болгарии), в устье реки Салмидесс и первоначально так и назывался — Салмидесс (греч. Σαλμυδησσός). Задачей нового города было наряду с предоставлением убежища судам на переходе из Босфора в Аполлонию, обеспечить также защиту от грабительских налётов фракийских племён. Позднее город стал также портом для возникшего в 39 км от него сельскохозяйственного и лесного центра города Визе. Греческое население было здесь доминирующим вплоть до начала XX века. Достаточно сказать, что в 1900 году в школах греческой общины училось 719 учеников.
В 1912 году в городе и районе проживало:
- Греки — 9180 чел.
- Турки — 660 чел.
- Болгары — 440 чел.

После поражения Турции в Первой мировой войне и согласно Севрскому миру 1920 года Мидия, как и большая часть Восточной Фракии, отошла к Греции. Тем не менее согласно Лозаннским соглашениям 1923 года Греция была вынуждена оставить Восточную Фракию, и коренное греческое население, в свою очередь, было вынуждено покинуть Мидию. После депортации в городе остались лишь турецкие семьи. Современное население составляет 2183 человека (2019 год).

## Экономика
17 января 2018 года начато строительство в Кыйыкёй приёмного терминала российского газопровода «Турецкий поток». 19 ноября 2018 года морской газопровод «Турецкий поток» вышел на сушу в районе данного населённого пункта.